# Mistrovství Evropy v plaveckých sportech 1966
Mistrovství Evropy v plaveckých sportech za rok 1966 proběhlo v Utrechtu, Nizozemsko ve dnech 20. až 27. srpna 1966.
Soutěže
- Plavání
- Skoky do vody
- Vodní pólo